# Калинин, Виктор Петрович
Виктор Петрович Калинин (род. 19 марта 1940, Ракша, Тамбовская область) — советский конник, советский и российский тренер. Участник летних Олимпийских игр 1976 года, чемпион Европы 1975 года.

## Биография
Родился 19 марта 1940 года в селе Ракша Моршанского района Тамбовской области.
Начал заниматься конным спортом в 17-летнем возрасте в секции при Тамбовском ипподроме. Его первыми тренерами были Иван Виноградов, Владимир Толкачёв, Павел Балабриков. В 1964 году, после того как тамбовскую секцию ликвидировали, тренер Елизар Левин пригласил его в Москву.
Учился в институте физкультуры.
Выступал за спортивное общество «Урожай» из Московской области. В 1967 и 1968 годах был серебряным призёром чемпионата СССР, в 1974 году выиграл чемпионат. В 1975 году стал победителем летней Спартакиады народов СССР.
В 1975 году завоевал золотую медаль чемпионата Европы в Лумюлене в командном зачёте. В личном зачёте занял 5-е место.
В 1976 году вошёл в состав сборной СССР на летних Олимпийских играх в Монреале. В личном турнире на коне Араксе занял 25-е место, набрав минус 313,84 балла и уступив 198,85 балла завоевавшему золото Теду Коффину из США. После падения во время кросса выступал в конкуре с тяжёлыми травмами: сотрясением мозга, переломом ключицы и разрывом мышцы плеча. Перемотанный резиновыми бинтами, управлял конём только левой рукой. В командном зачёте сборная СССР, в которую также входили Юрий Сальников, Валерий Дворянинов и Пётр Горнушко, заняла 5-е место, набрав минус 721,55 балла и уступив 280,55 балла выигравшей золото сборной США.
Мастер спорта СССР международного класса.
С 1965 года также работал тренером. В 1990—1993 годах был главным тренером сборных СССР, СНГ и России.
Заслуженный тренер РСФСР.